# Gerville
Pour les articles homonymes, voir Gerville (homonymie).
Gerville est une commune française située dans le département de la Seine-Maritime en région Normandie.

## Géographie

### Localisation
|           | Froberville   |               |
| Les Loges | Gerville      | Maniquerville |
|           | Fongueusemare |               |

Le village dispose d'un bois partagé avec la commune des Loges, une partie de celui-ci est en domaine privé. Un ancien chemin permettait de relier les hameau du Mont Rôti à la ferme du Coquet (propriétaire Antoine Debris). On dit que Gerville était situé sur une ancienne voie romaine, le village étant très ancien.
Le GR 21 traverse une partie du village.
La commune comprenait plusieurs hameaux :
- la Mare Chanseuse (Sanseuze, Sausseuze ? Dans ce cas, comme pour Sausseuzemare-en-Caux, Salicosa mara 1080, il s'agit de la « mare aux saules » du vieux français saus / sauce, saule. Cf. Sauchay, La Saussaye, Sausseuse, etc.[1])
- le Bihorel (homonymie avec Bihorel, du nom du bihoreau ?)
- la Hêtrée
- le Parlement
- le Beau Soleil
- Vue-du-Coquet.

### Hydrographie
La commune est située dans le bassin Seine-Normandie. Elle n'est drainée par aucun cours d'eau,.

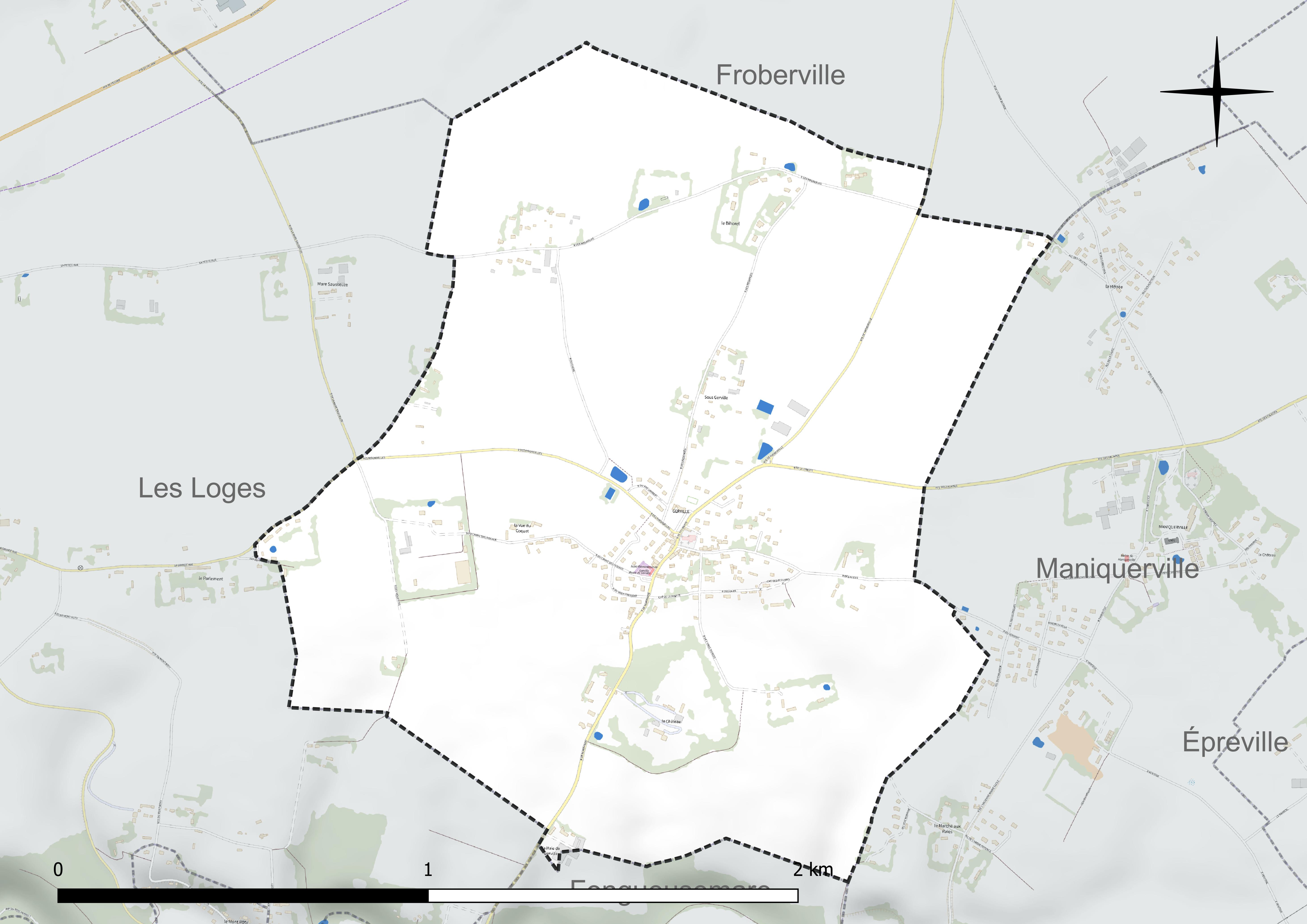
Réseau hydrographique de Gerville.

### Climat
Pour des articles plus généraux, voir Climat de la Normandie et Climat de la Seine-Maritime.
En 2010, le climat de la commune est de type climat océanique franc, selon une étude du CNRS s'appuyant sur une série de données couvrant la période 1971-2000. En 2020, Météo-France publie une typologie des climats de la France métropolitaine dans laquelle la commune est exposée à un climat océanique et est dans la région climatique Côtes de la Manche orientale, caractérisée par un faible ensoleillement (1 550 h/an) ; forte humidité de l’air (plus de 20 h/jour avec humidité relative > 80 % en hiver), vents forts fréquents. Parallèlement le GIEC normand, un groupe régional d’experts sur le climat, différencie quant à lui, dans une étude de 2020, trois grands types de climats pour la région Normandie, nuancés à une échelle plus fine par les facteurs géographiques locaux. La commune est, selon ce zonage, exposée à un « climat maritime », correspondant au Pays de Caux, frais, humide et pluvieux, légèrement plus frais que dans le Cotentin.
Pour la période 1971-2000, la température annuelle moyenne est de 10,3 °C, avec une amplitude thermique annuelle de 13 °C. Le cumul annuel moyen de précipitations est de 986 mm, avec 13,1 jours de précipitations en janvier et 8,7 jours en juillet. Pour la période 1991-2020, la température moyenne annuelle observée sur la station météorologique la plus proche, située sur la commune de Octeville-sur-Mer à 22 km à vol d'oiseau, est de 11,5 °C et le cumul annuel moyen de précipitations est de 790,7 mm,. Pour l'avenir, les paramètres climatiques de la commune estimés pour 2050 selon différents scénarios d’émission de gaz à effet de serre sont consultables sur un site dédié publié par Météo-France en novembre 2022.

## Urbanisme

### Typologie
Au 1er janvier 2024, Gerville est catégorisée commune rurale à habitat dispersé, selon la nouvelle grille communale de densité à sept niveaux définie par l'Insee en 2022.
Elle est située hors unité urbaine. Par ailleurs la commune fait partie de l'aire d'attraction du Havre, dont elle est une commune de la couronne,. Cette aire, qui regroupe 116 communes, est catégorisée dans les aires de 200 000 à moins de 700 000 habitants,.

### Occupation des sols
L'occupation des sols de la commune, telle qu'elle ressort de la base de données européenne d’occupation biophysique des sols Corine Land Cover (CLC), est marquée par l'importance des territoires agricoles (100 % en 2018), une proportion identique à celle de 1990 (100 %). La répartition détaillée en 2018 est la suivante : 
terres arables (85,8 %), zones agricoles hétérogènes (13,2 %), prairies (0,9 %). L'évolution de l’occupation des sols de la commune et de ses infrastructures peut être observée sur les différentes représentations cartographiques du territoire : la carte de Cassini (XVIIIe siècle), la carte d'état-major (1820-1866) et les cartes ou photos aériennes de l'IGN pour la période actuelle (1950 à aujourd'hui).

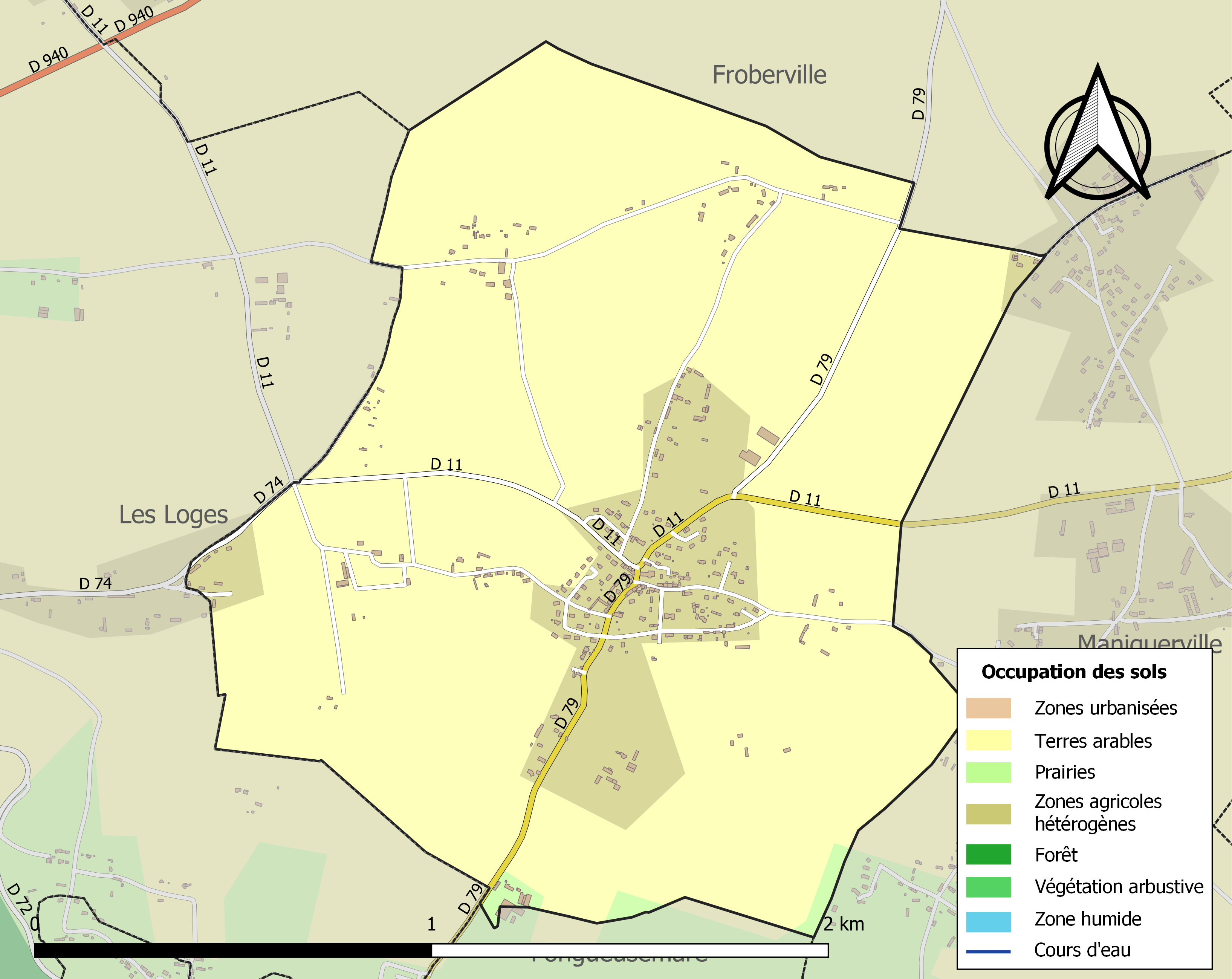
Carte des infrastructures et de l'occupation des sols de la commune en 2018 (CLC).

## Toponymie
Le village est mentionné sous les formes Geyrivilla vers 1040, latinisée Girae villa entre 1057 et 1067 et semi-latinisée Guirevilla au XIVe - XVe siècle, avec [g] dur du dialecte cauchois. La forme du français central avec [ʒ] a prévalu.
Il s'agit d'un nom en -ville caractéristique (cf. Toponymie normande), au sens ancien de « domaine rural ».
Il est précédé du nom de personne de type germanique Gero ou Giro pour François de Beaurepaire, idem pour René Lepelley ou du nom de personne norrois Gerri pour Albert Dauzat et Charles Rostaing qui l'associent à Guerville (Guerrevilla XIIe siècle), autre commune de Seine-Maritime. Il faut sans doute comprendre Geri, car *Gerri n'est pas attesté en vieux norrois.
Wolfgang Laur cite le nom norrois Geri à propos de Gereby (de) (Allemagne, Schleswig-Holstein). C'est celui-là qui pourrait être contenu dans Gerville-la-Forêt (Manche), car il présente au contraire des formes anciennes plus compatibles avec cette explication : Gerivilla en 1080 et Gerevilla en 1146. Geri est la forme vieux danois du nom de personne vieux norrois GæiRi (variante Geiri). De la même manière, Gerville (Criquetot-le-Mauconduit, Geyrivilla vers 1040) contient manifestement la variante vieux norrois Geiri / GæiRi.
Au cours de la Révolution française, la commune porte provisoirement le nom de Les Sans-Culottes-de-la-Manche.

## Histoire
Sous la Révolution, il existait un club révolutionnaire nommé les Sans-Culottes-de-la-Manche. Ses membres devaient jurer « d'être fidèle à la Nation, d'obéir à ses lois, de maintenir tout son pouvoir à la République, de dénoncer les traîtres, les royalistes et les fanatiques ». Ils avaient enlevé trois livres d'argenterie à l'église - datant à l'époque du XIIIe siècle. Au XVIIIe siècle, le village avait 600 habitants mais en 1850, on ne dénombrait que 500 âmes et 573 dénombrés en 1895. La première pierre de l'église actuelle fut posée en 1879 et le 11 mai 1880 se déroula la bénédiction de l'édifice par le cardinal Henri de Bonnechose. Un pensionnat renommé (3 classes) fonctionna jusqu'en 1899. La création du chemin de fer d'Étretat en supprimant les diligences et en rendant ainsi difficiles les relations avec Gerville, serait à l'origine de sa fermeture. Le château ayant appartenu à Camille Albert, architecte réputé à Fécamp, a été détruit le 6 janvier 1944 par un incendie. Un centre de jeunesse y avait été établi avant que les Allemands n'occupent la propriété.

## Politique et administration
| Période                                  | Période                    | Identité          | Étiquette | Qualité |
| ---------------------------------------- | -------------------------- | ----------------- | --------- | --- |
| Les données manquantes sont à compléter. |                            |                   |           | |
|                                          |                            | Émile Lebreton    |           | |
| 1923                                     | 1940                       | Jean Basille      |           | |
| 1959                                     | 1976                       | Marcel Gruchy     |           | |
| 1976                                     | 1978                       | Michel Auger      |           | |
| 1978                                     | 1987                       | Roger Paris       |           | |
| 1988                                     |                            | Josette Gautier   |           | |
| Les données manquantes sont à compléter. |                            |                   |           | |
| 2001                                     | 2008                       | Christiane Fréger |           | |
| mars 2008                                | mai 2020                   | Thierry Masurier  | ÉCO       | Chargé de mission au ministère des collectivités territoriales Vice-président de la CA Fécamp Caux Littoral Agglomération (2017 → 2020) |
| mai 2020                                 | En cours (au 10 août 2020) | Estelle Guénot    |           | Secrétaire de mairie Vice-présidente de la CA Fécamp Caux Littoral Agglomération (2020 → )                                              |

Anciens maires : Gilbert Delahais, Josette Gautier, Roger Paris, Michel Auger, Marcel Gruchy, etc.[réf. nécessaire]

## Démographie
L'évolution du nombre d'habitants est connue à travers les recensements de la population effectués dans la commune depuis 1793. Pour les communes de moins de 10 000 habitants, une enquête de recensement portant sur toute la population est réalisée tous les cinq ans, les populations de référence des années intermédiaires étant quant à elles estimées par interpolation ou extrapolation. Pour la commune, le premier recensement exhaustif entrant dans le cadre du nouveau dispositif a été réalisé en 2007.

En 2022, la commune comptait 421 habitants, en évolution de +2,43 % par rapport à 2016 (Seine-Maritime : +0,35 %, France hors Mayotte : +2,11 %).
| 1793 | 1800 | 1806 | 1821 | 1831 | 1836 | 1841 | 1846 | 1851 |
| ---- | ---- | ---- | ---- | ---- | ---- | ---- | ---- | ---- |
| 490  | 550  | 546  | 455  | 491  | 466  | 473  | 635  | 592  |

| 1856 | 1861 | 1866 | 1872 | 1876 | 1881 | 1886 | 1891 | 1896 |
| ---- | ---- | ---- | ---- | ---- | ---- | ---- | ---- | ---- |
| 608  | 625  | 654  | 534  | 500  | 443  | 432  | 425  | 419  |

| 1901 | 1906 | 1911 | 1921 | 1926 | 1931 | 1936 | 1946 | 1954 |
| ---- | ---- | ---- | ---- | ---- | ---- | ---- | ---- | ---- |
| 378  | 363  | 384  | 317  | 329  | 311  | 319  | 320  | 305  |

| 1962 | 1968 | 1975 | 1982 | 1990 | 1999 | 2006 | 2007 | 2012 |
| ---- | ---- | ---- | ---- | ---- | ---- | ---- | ---- | ---- |
| 309  | 272  | 235  | 250  | 351  | 381  | 409  | 413  | 377  |

| 2017 | 2022 | - | - | - | - | - | - | - |
| ---- | ---- | - | - | - | - | - | - | - |
| 424  | 421  | - | - | - | - | - | - | - |

## Culture locale et patrimoine

### Lieux et monuments

#### L'église

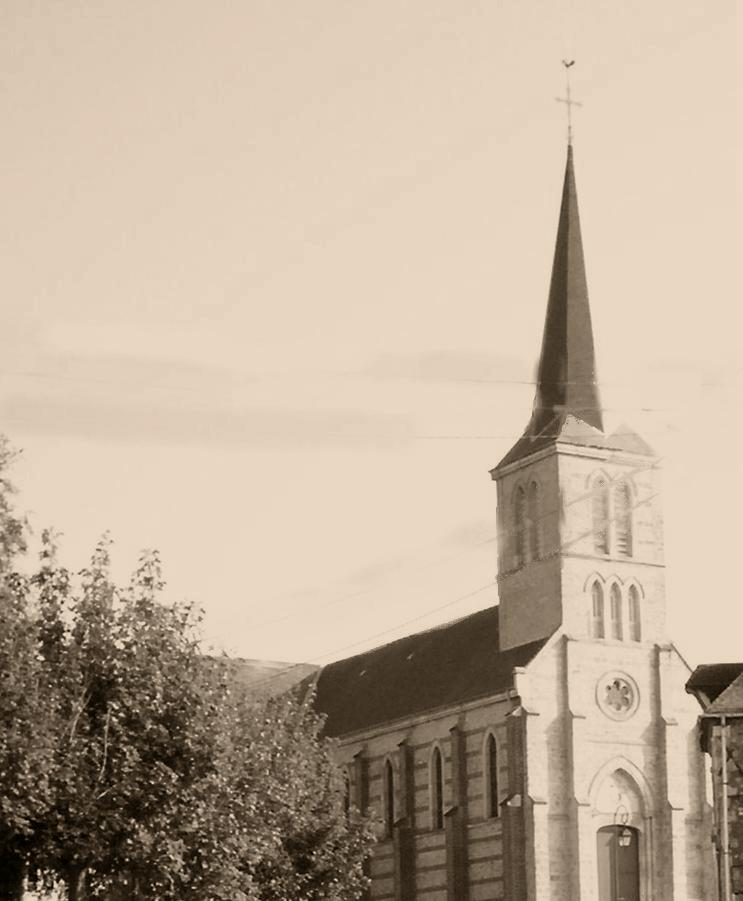
L'église.

L'église de Saint-Michel de Gerville dont le chœur datait du XIIIe siècle comptait quatre-vingt paroissiens et 51 feux en 1758. Le clocher fut ruiné par les ouragans en 1708, et l'archidiacre fit réédifier la tour. Au bout de la nef, on voyait encore en 1895 plusieurs grandes pierres tombales qui semblaient recouvrir les cendres des seigneurs de ce lieu. Les inscriptions étaient presque effacées.

#### La mairie

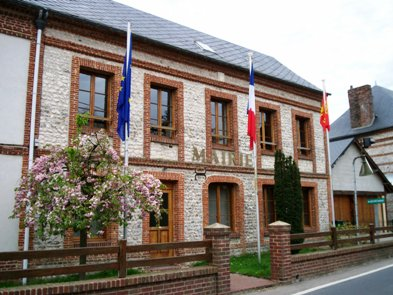
La mairie.

La mairie a été rénovée, la pierre a été mise en valeur, quelques drapeaux ont été ajoutés récemment. Cette maison qui jouxtait l'ancienne boulangerie-café-hôtel, tenue par madame Paris, était dans le passé beaucoup moins typique. Dans la partie « bibliothèque municipale » logeaient les instituteurs (M. et Mme Escarieux). Ce dernier a occupé les fonctions de secrétaire de mairie.

#### Le bourg, centre du village
Dans le passé, il y avait une boucherie, deux épiceries dont une avec débit de tabac, deux cafés, un coiffeur, un hôtel restaurant, et le village était bien différent. Aujourd'hui, c'est un lieu de quiétude, la vie des riverains a changé, chacun possédant une voiture et les activités sont différentes d'autrefois. Plusieurs fermes existaient : l'entrepreneur agriculteur Delahaie, les agriculteurs Debris, Bouillon, Golin, Lebreton, Foubert et d'autres.
Le bourg était particulièrement vivant les dimanches après la messe, à côté de la forge, il y avait face à l'église le café où se réunissaient les Gervillais de l'époque.

#### L'ancienne forge
Elle a appartenu à monsieur Roland Saunier, puis monsieur Jacobet. Ce dernier ne l'utilisait plus comme telle, son œuvre était des reproductions miniatures, il semble qu'il avait réalisé une miniature du palais Bénédictine de Fécamp, qui serait exposé.

#### L'école communale
L'école, à l'origine, avait un arbre dans la cour, à gauche sur la photo et proche du grillage. Les deux préaux séparaient les garçons et les filles. Cette école est toujours en activité aujourd'hui, mais il y a un regroupement de communes pour que l'établissement demeure une enceinte scolaire.

#### Le château
- Château moderne reconstruit en 1820 et détruit par un incendie durant la Seconde Guerre mondiale.

### Personnalités liées à la commune
- Jean de Tallebot, décédé le 11 octobre 1771, sieur de Gerville, conseiller et procureur du roi. Inhumé dans l'église de Criquetot.
- Camille Albert (1852-1942), architecte.

### Héraldique
| Armes de Gerville | Les armes de la commune de Gerville se blasonnent ainsi : d’argent à la bande d’azur chargée de trois molettes d’or, accompagnée de deux bonnets phrygiens de gueules. |